# Sidi Brahín
Sidi Brahín (en árabe: آيت إبراهيم‎, en francés: Aït Brahim) es una localidad marroquí perteneciente al municipio de Luta, en la región de Tánger-Tetuán-Alhucemas. Desde 1912 hasta 1956 perteneció a la zona norte del Protectorado español de Marruecos.